# مجدآباد (زبرخان)
مجدآباد (نیشابور)، روستایی از توابع بخش زبرخان شهرستان نیشابور در استان خراسان رضوی ایران است.

## جمعیت
این روستا در دهستان زبرخان قرار دارد و براساس سرشماری مرکز آمار ایران در سال ۱۳۸۵، جمعیت آن ۱۲۹ نفر (۳۸خانوار) بوده‌است.